# Дерево Робін Гуда
55°00′13″ пн. ш. 2°22′26″ зх. д. / 55.00356° пн. ш. 2.37387° зх. д.
Дерево Робін Гуда (англ. Robin Hood Tree або Sycamore Gap Tree) — явір, що стояв поруч з Адріановим валом в Нортамберленді, Англія. Знаходився в ущелині між двома пагорбами, через що став привабливою ціллю фотографів. Свою назву явір отримав за сцену фільму «Робін Гуд: Принц злодіїв» (1991), зняту навколо нього. Вік дерева оцінювався приблизно в 300 років. Вранці 28 вересня 2023 року вчинено акт вандалізму, внаслідок якого дерево зрубано.

## Місцезнаходження
Дерево Робін Гуда знаходилося у графстві Нортамберленд поруч із залишками Адріанового валу — фортифікаційної споруди часів Римської імперії, створеної для захисту Римської Британії від шотландців. Вал та прилеглі території, включно з деревом Робін Гуда, належать Національному трасту — британському державному фонду зі збереження культурної спадщини.
Дерево відоме як найбільш фотографована пам'ятка Нортамберлендського національного парку та одна з найбільш фотографованих у країні. Національний траст надав дереву назву Sycamore Gap, коли британська картографічна агенція Ordnance Survey займалася створенням карти місцевості та звернулася до фонду з відповідним зверненням. Неподалік дерева проходить військова дорога B6318.

## Історія
Дерево належало до виду Acer pseudoplatanus. Точної інформації про вік дерева й про те, чи його посадила людина, немає. Побутує версія, що вік дерева становить триста років, однак відповідно до архівних документів його висаджено між 1860 та 1890 роками.
1991 року дерево з'явилося в ключовій сцені на початку фільму Кевіна Костнера «Робін Гуд: Принц злодіїв», а також у кліпі до його саундтреку «(Everything I Do) I Do It for You» від Браяна Адамса. Відтоді явір став відомий як дерево Робін Гуда.
2016 року дерево номіновано на конкурсі «Дерево року» та перемогло у фіналі, набравши 2542 голоси з 11 913.
Дерево було популярною пам'яткою для туристів та місцем для знімання серед астрофотографів та астрономів-аматорів.

## Зрубання

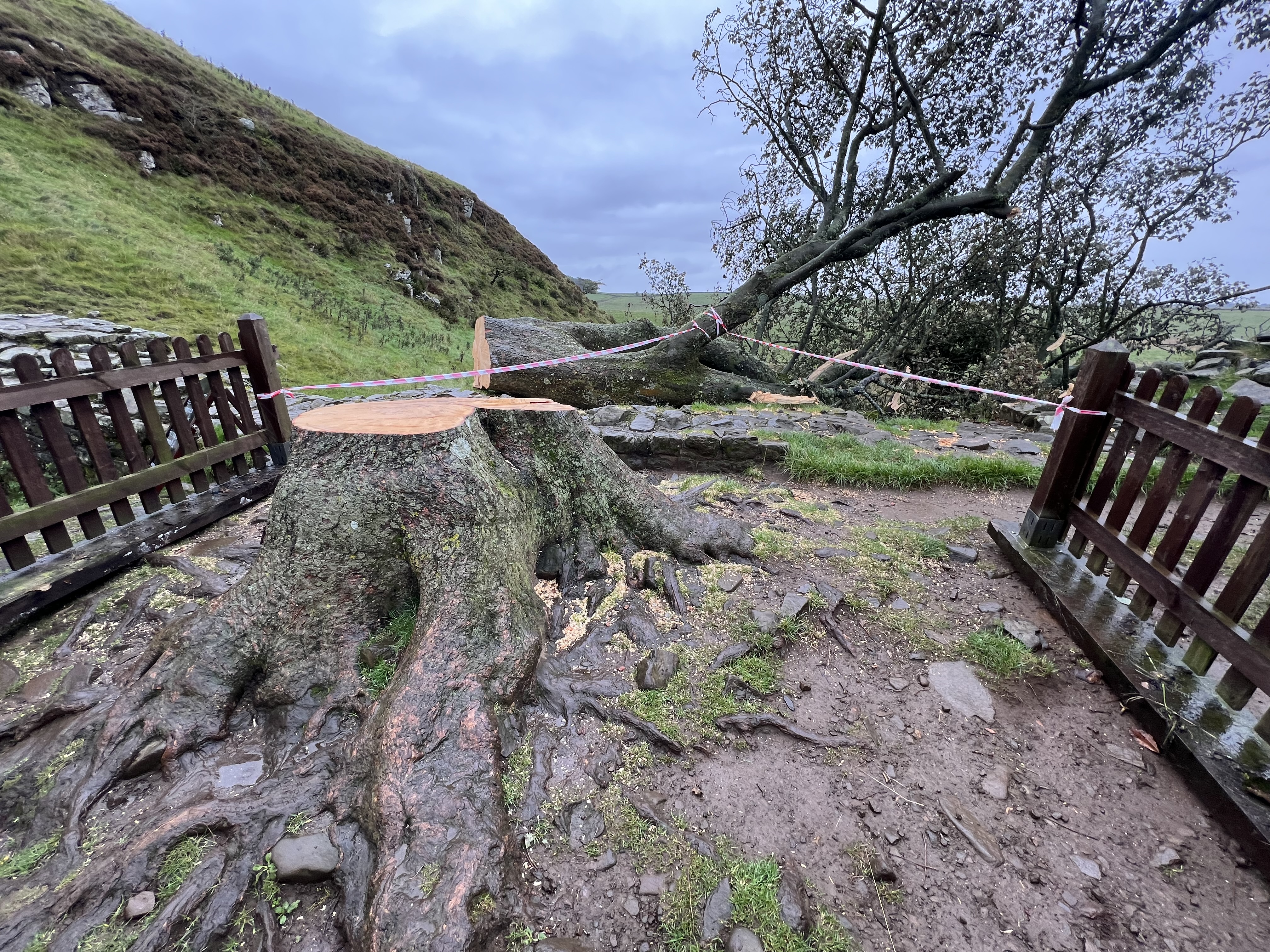
Дерево після зрубання. Фотографія 30 вересня

Вранці 28 вересня 2023 року дерево зрубали. Керівництво Нортамберлендського національного парку вважає, що це зроблено свідомо й навмисно за допомогою бензопилки. Того ж дня поліція Нортумбрії арештувала 16-річного підлітка, а 29 вересня — 60-річного чоловіка, підозрюючи їх у вчиненні злочину. Пізніше арештовано двох чоловіків — 39-річного Деніела Ґрема та 32-річного Адама Карразерса. У квітні 2024 року їх звинуватили у зрубанні дерева, а 16-річного хлопця та 60-річного чоловіка, арештованих раніше, відпустили.
У травні-червні 2024 року відбулися судові засідання у справі зрубання дерева, під час яких обидва підозрювані відхилили звинувачення у зрубанні дерева. Обох чоловіків відпустили під заставу. 9 травня 2025 року суд визнав підозрюваних винними у зрубанні дерева. 15 липня того ж року суд виніс вирок — 4 роки 3 місяці ув'язнення.
Менеджер Національного трасту, коментуючи можливість поросту знищеного дерева 29 вересня, заявив, що відновлення дерева таким чином може тривати довго і що знадобиться «кілька років, щоб розвинути навіть невеличке дерево». За даними вчених, влітку 2024 року, за десять місяців після зрубання дерева, на пні з'явилися нові пагони, що, на їхню думку, дозволить відродити рослину.